# Герасимов Михайло Михайлович
Миха́йло Миха́йлович Гера́симов (рос. Михаи́л Миха́йлович Гера́симов, *2 (15) вересня 1907 — †21 липня 1970) — радянський та російський антрополог, історик-археолог та скульптор. Розробник методики відновлення зовнішнього вигляду людини на основі скелетних залишків («метод Герасимова»).

## Життєпис
Народився 2 (15) вересня 1907 року в Санкт-Петербурзі, у сім'ї лікаря.
Був захоплений роботою Жоржа Кюв'є та його дослідами з реконструкції вигляду вимерлих тварин. Дитячі та юнацькі роки провів у Іркутську. З 11 років брав участь в археологічних розкопках. З 13 років працював у анатомічному музеї при медичному факультеті Іркутського університету, багато часу провів у морзі вивчаючи зв'язок м'яких тканин обличчя з кістками черепа. Перше поховання людей кам'яної доби в Іркутську розкрив у свої 14 років, друге — в 17 років віку. У 18 років опублікував свою першу наукову статтю про розкопки палеолітичного стійбища біля Іркутська. Він вважав своїм учителем Петрі Б. Е..
У 1922 році, ще школярем, Михайло почав працювати в Іркутському краєзнавчому музеї.
У 1928 році, будучи співробітником згаданого краєзнавчого музею, Герасимов прибув у село Мальта (Іркутської області), де незадовго до цього місцевим жителем був виявлений бивень мамута. Дослідницька робота його привела до відкриття всесвітньо відомої палеолітичної стоянки «Мальта».
У 1939—1945 роках жив і працював в Самарканді. Створив скульптурні портрети-реконструкції шерегу історичних особистостей: Шахруха, Міран-шаха, Мухамед-Султана та інших — червень 1941 року.
У 1944 р. з родиною переїхав до Москви. Працював в Інституті історії матеріальної культури РАН.
У 1956 р. — доктор історичних наук.

## Досягнення
- Створив понад 200 скульптурних портретів-реконструкцій історичних особистостей. У тому числі: Тамерлана, Івана IV Грозного, Улугбека, Ушакова Ф. Ф., Ярослава Мудрого, Андрія Боголюбського та інших.
- Відкрив і дослідив верхньопалеолітичну стоянку Мальта.
- У 1931—1936 роках і в 1959 році досліджував Фофановський могильник біля села Фофаново в Кабанському районі Бурятії.
- Відновив вигляд пізнього неандертальця з грота Ла-Шапель-о-Сен у Франції та кроманьйонців зі стоянки Сунгир біля м. Володимира.

## Праці
- (рос.)«Раскопки палеолитической стоянки в селе Мальте» // Палеолит СССР. — М.— Л., 1935.
- (рос.)«Восстановление лица по черепу». — М., 1955.
- (рос.)«Палеолитическая стоянка Мальта (раскопки 1956—1957 гг.)» // Советская этнография. — 1958.
- (рос.)«Люди каменного века». — М., 1964.
- (рос.)Флоренсов В. А., Флоренсов Н. А., Медведев Г. И., «Непроторенным путем: Жизнь и творчество М. М. Герасимова». — Иркутск, 1979.
- (рос.)Герасимова М. М., Медведев Г. И., Жизнь и деятельность Михаила Михайловича Герасимова // Вестник антропологии. — 1998. — № 5.